# Dialecto murciano

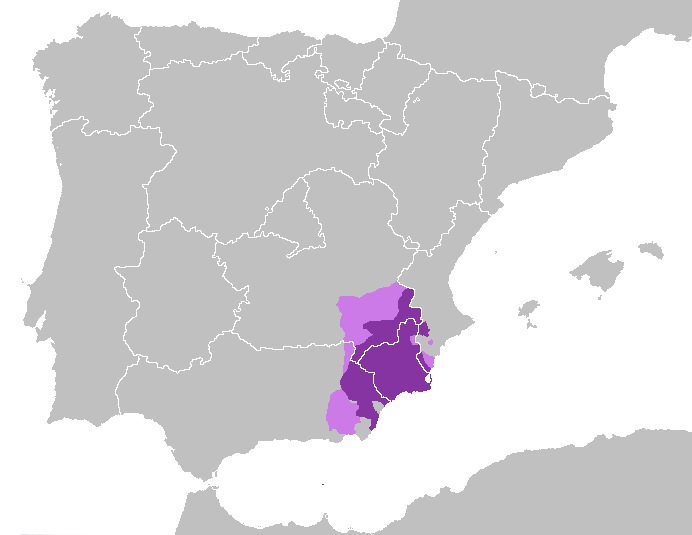
Extensión aproximada del dialecto murciano

El dialecto murciano se refiere a los dialectos o variedades lingüísticas del castellano habladas históricamente en la Región de Murcia, o más exactamente la región natural y cultural que es comprendida a grandes rasgos por la cuenca del río Segura y el antiguo Reino de Murcia, ubicada en el sureste de la península ibérica. Su área de expansión llegaría a comprender la totalidad de la actual Región de Murcia, las comarcas alicantinas de la Vega Baja del Segura, la comarca del Alto Vinalopó y las localidades de Elda y Monforte del Cid, en el Medio Vinalopó; en la provincia de Albacete las comarcas de Campos de Hellín, parte de la sierra del Segura y el Corredor de Almansa, la zona más oriental de la provincia de Jaén, el noreste de la provincia de Granada así como también parte de la provincia de Almería (Comarca de los Vélez y Almanzora).
Actualmente el murciano se considera uno de los dialectos del castellano englobado en la subcategoría castellano meridional. Las modalidades lingüísticas con las que el murciano presenta mayor similitud, juzgando desde su caudal lingüístico, son el andaluz oriental y el extremeño por una parte, y el idioma aragonés e, incluso, la sub-variante del valenciano denominada valenciano alicantino, lo que la haría derivada de dos idiomas diferentes: castellano y catalán. Históricamente fue considerado un habla de transición entre el castellano meridional y las hablas aragonesas. El murciano posee una tradición literaria que se remonta como mínimo al siglo XIX, con autores como Vicente Medina, José Martínez Tornel o Frutos Baeza. 
No debe confundirse el dialecto murciano con el panocho, variante comarcal hablada principalmente en la Huerta de Murcia.

## Aspectos históricos, sociales y culturales

### Historia
Históricamente las subvariedades lingüísticas consideradas dentro del murciano, se asientan en una región geográfica que coincide básicamente con el territorio del Reino de Tudmir y más tarde el Reino de Murcia y menormente con el Señorío de Villena. Esa región también coincide en alto grado con la cuenca hidrográfica del río Segura. En esta región, la ciudad de Murcia ha sido, casi desde su fundación, el principal centro demográfico, económico, comercial y administrativo.

### Extensión

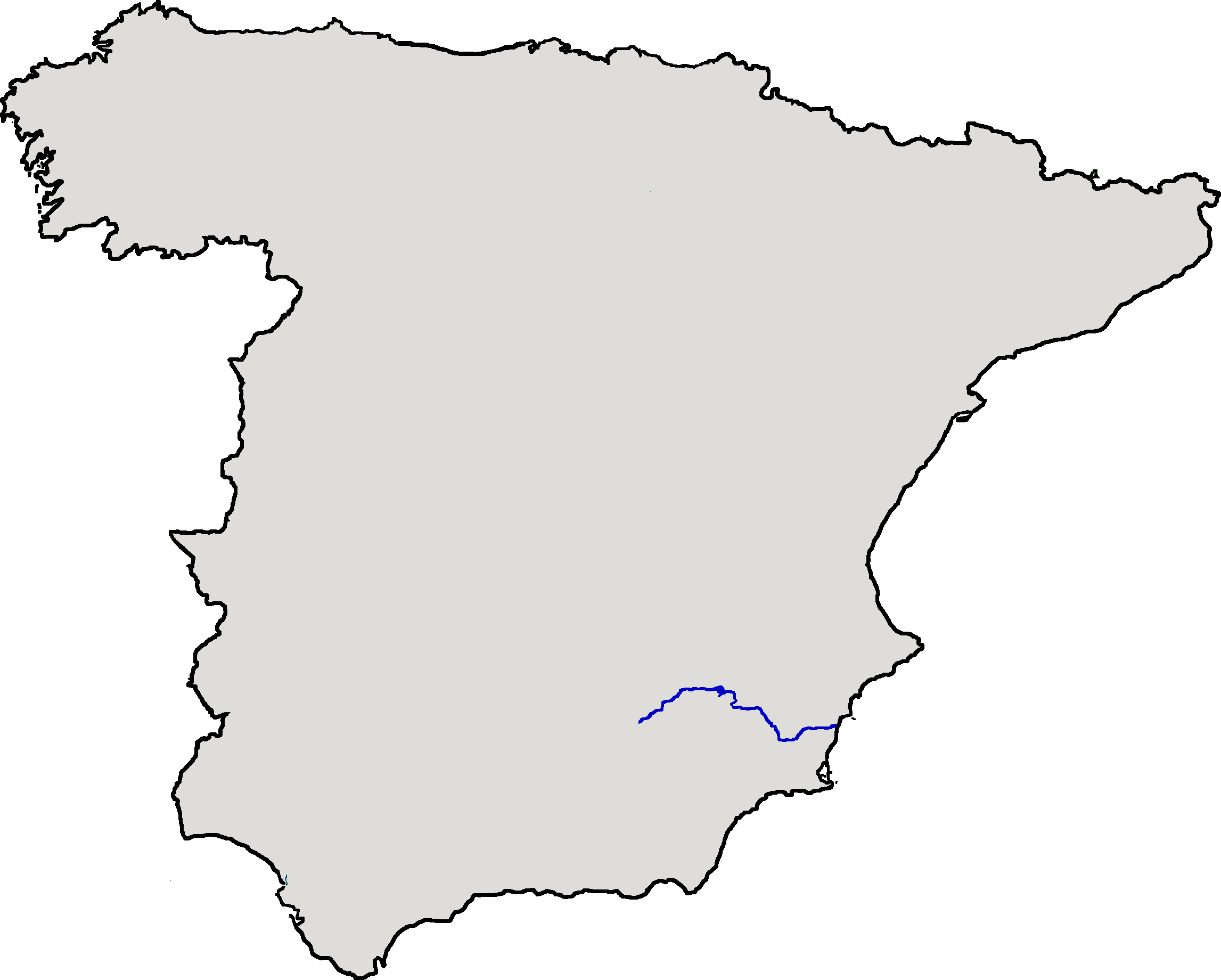
Mapa de la localización del río Segura

Como sucede con otras modalidades lingüísticas romances el murciano sería un conjunto de hablas de carácter local o comarcal que comparten entre sí una gran cantidad de afinidades lingüísticas e históricas.
La clasificación subdialectal del dialecto murciano suele distribuirse por lo común en cinco o siete grupos de carácter supracomarcal. Los límites de las diferentes hablas murcianas entre sí no está del todo claro, salvo casos conocidos y evidentes como el del habla de la zona de Orihuela, cuya diferencia con el resto de hablas murcianas queda patente en elementos como la aparición de seseo.
No hay unanimidad sobre la distribución espacial concreta de los rasgos dialectales murcianos dados los límites difuminados que presenta con el dialecto andaluz y el dialecto manchego, no obstante estudios con una perspectiva expansionista de esta habla [cita requerida] incluyen en que la extensión del territorio por los cuales se extendía el dialecto murciano comprende el territorio que actualmente abarcan la totalidad de la región de Murcia, parte de las zonas sur y este de la provincia de Albacete (perteneciente a Castilla-La Mancha), las comarcas de la Vega Baja y el Alto Vinalopó y las localidades de Monforte del Cid y Aspe en la provincia de Alicante (perteneciente a la Comunidad Valenciana), y la zona oriental extrema de las provincias de Almería, Granada y Jaén (en la comunidad autónoma de Andalucía).

### Variedades
La clasificación tradicional hecha por Justo García Soriano en Vocabulario del dialecto murciano agrupa las diferentes hablas locales de estas zonas en los siguientes grupos:
1. Zona Noreste: Municipios de Jumilla, Yecla, Villena, Almansa, Casas-Ibáñez, Jarafuel, Sax, Salinas, Chinchilla de Monte-Aragón, Caudete, Montealegre del Castillo, Ontur, Hoya-Gonzalo, Pétrola, Bonete, Casas de Ves, Alcalá del Júcar, Higueruela, Alpera, Fuentealbilla, Peñas de San Pedro, Pozohondo, Mahora, Carcelén... entre otros municipios. En esta zona la castellanización es mayor que en el resto de hablas murcianas y en la periferia suponen una transición al habla manchega o aragonesa.
2. Zona Noroeste: Municipios de Caravaca y Hellín (englobándose aquí Moratalla, Bullas, Segura de la Sierra, Barranda, Tobarra, La Paca, Zarzadilla de Totana, Nerpio, La Tercia, Cehegín, Liétor, La Copa, Cañada de Canara, Fuente Álamo, Agua Salada, Agramón, Socovos, Férez, Letur). En esta zona el habla presenta un notable número de aragonesismos y formas arcaicas, e incluso también de arabismos. Destaca la forma -ismo -a para el superlativo -ísimo -a.
3. Zona central: Municipios de Murcia, Cieza, Mula y Pliego(englobándose aquí a Alcantarilla, Santomera, Fuente Librilla, Fortuna, Calasparra, Abarán, Molina de Segura, Archena, Beniel, Sangonera la Verde, Torres de Cotillas, Alguazas, Villanueva del Segura, Abanilla, Ricote, Blanca, La Algaida, Ceutí, Monteagudo, El Palmar, Ojós, San José Artesano, Las Torres de Cotillas, Los Baños de Mula, El Esparragal, Cobatillas, Ribera de Arriba, Torreagüera, Beniaján, Santiago el Mayor, Campos del Río, Guadalupe, Beniel, Ascoy, Alquerías, Virgen del Oro, Churra, La Alcayna, El Llano, Algezares, Barinas, Sangonera La Seca, Javalí Nuevo, Los Dolores de Beniaján, La Huerta, Javalí Viejo, Aledo, El Puntal, El Raiguero, La Ñora, El Rellano, Puebla de Soto, Bayna, Los Ramos, Espinardo, Venta de la Aurora, Alguazas, Caprés, Zeneta, Zarandona, Puente Tocinos, Patiño, Llano de Brujas, Cagitán, El Raal, Aljucer, Cabezo de Torres, Ulea, La Garapacha, La Alberca, Macisvenda, La Hoya del Campo, Los Torraos, Albudeite y Lorquí). El término "panocho" se aplica, en propiedad, al habla utilizada en esta zona. Los rasgos más distintivos son la existencia de un buen notable número de vocablos de origen árabe y aragonés, de la presencia de rasgos arcaicos, del diminutivo -ICO -ICA convertido en -IQUIO -IQUIA y la existencia de una consonante palatal procedente del encuentro de /k/ en las sílabas /quia/, /quie/ y /quio/.
4. Zona Sur: Municipios del Campo de Cartagena (englobándose aquí a Cartagena, Mazarrón, Fuente Álamo, Torre-Pacheco, La Unión, Los Alcázares, San Javier, San Pedro del Pinatar y Pilar de la Horadada. El rasgo más diferenciador es el seseo, de tipo especial y con un carácter autóctono, documentado ya en el siglo XVI.
5. Zona Sureste: Municipios de Orihuela, Dolores, Elda, Monforte del Cid, Aspe, Albatera, Algorfa, Almoradí, Benejúzar, Benijófar, Benferri, Bigastro, Catral, Cox, Callosa de Segura, Daya Nueva, Daya Vieja, Formentera del Segura, Jacarilla, Los Montesinos, La Murada, Rafal, Redován, Rojales, San Isidro, San Fulgencio  San Miguel de Salinas y Torrevieja. El rasgo más peculiar es una mayor cantidad de elementos lingüísticos procedentes del valenciano, especialmente el seseo, debido a ser esta la lengua que históricamente se habló en la zona.
6. Zona Suroeste: Municipios de Lorca, Totana, Vélez-Rubio, Huércal-Overa y Cuevas del Almanzora (englobándose aquí a Alhama de Murcia, Águilas, Vélez-Blanco, Aledo, Puerto Lumbreras, Librilla, Los Canales, Inchola, Los Ventorrillos, La Molata, Casas del Algibe, Los Arejos, Almendricos, Barranco de los Asensios, Gañuelas, Matalentisco). Presenta mayor tendencia a la aspiración.

### Vitalidad del murciano
El murciano es actualmente una modalidad lingüística en serio peligro de extinción, debido a la diglosia con el castellano estándar y a la falta de identificación de lo que es propiamente esta modalidad, al incluir en la misma realidades básicamente diferentes. Hoy en día el habla murciana se halla muy diluida con el castellano moderno, de modo que la mayor parte de la población habla un murciano afectado de un grado considerable de castellanización lingüística. La mayoría de rasgos dialectales respecto a la norma del castellano estándar están especialmente patentes hoy día sólo entre ciertos segmentos de población, especialmente en aquellos que han permanecido más al margen de la presión de la castellanización lingüística y de la alfabetización en castellano, mientras que en la población general el habla se halla muy castellanizada y tan solo unos pocos rasgos murcianos son todavía generales (el acento tonal y el tonillo local, abundante léxico local, fenómenos fonéticos como la asimilación reduplicación consonántica, vocalismo de tipo murciano-granadino, la aspiración, el mantenimiento relativo de la ausencia de /d/ intervocálica (muy extendido en el habla popular en toda España), vacilación entre diptongos /ue/ y /oe/ y otros). En algunos segmentos de población, como las capas socioculturales más altas, no hay casi ningún rastro dialectal y en la mayor parte del territorio las nuevas generaciones desconocen prácticamente el léxico local.
No obstante a lo anterior, todavía existen individuos que usan cotidianamente un murciano relativamente bien conservado, pero con el uso de numerosos elementos castellanos mezclados y la ausencia irregular y discontinua de otros elementos murcianos. En menor medida, existen individuos capaces de hablar murciano con muy pocos elementos castellanos y empleando consistentemente elementos dialectales murcianos. Incluso existe cierto cultivo literario, de la variedad plenamente murciana. De estos perfiles lingüísticos procede la escasa e irregular producción en murciano fluyente en la actualidad, como pequeñas obras literarias, obras poéticas, bandos, algunas traducciones, artículos lingüísticos o jurídicos, letras musicales, viñetas de cómic y otros. [cita requerida]

### Murcianismos en el diccionario de la RAE
Con un significado diferente, aparecen en el diccionario de la Real Academia Española con marca de Murcia más de 270 palabras.[cita requerida]

### El murciano y su relación con las lenguas románicas
El murciano moderno linda con cuatro modalidades lingüísticas, con el andaluz oriental, con el manchego, con el castellano churro y con la modalidad valenciana del idioma catalán, formando un continuum lingüístico con las tres primeras y de modo parcial con la última. 
Comparte los típicos rasgos propios del castellano meridional junto con el andaluz, el extremeño, el manchego y el canario numerosos rasgos fonéticos (desaparición casi general de <d> inicial e intervocálica, caída de consonantes finales, el yeísmo predominante, la aspiración de <f> en [h], la neutralización o confusión entre <-l> y <-r> ante cualquier consonante y otros muchos.
Por otra parte comparte numerosos elementos lingüísticos propios del sector oriental de la península ibérica y la zona sur de Francia, que son elementos usuales en aragonés, navarro, ribagorzano, catalán, valenciano y gascón. La mayor parte de estos elementos son léxicos.

### Origen del dialecto murciano

El Reino de Murcia en el contexto de los territorios de la Corona de Castilla.

El Reino de Murcia en el contexto de los territorios de la Corona de Castilla en 1590.

División territorial de 1833 donde aparece la región biprovincial de Murcia.

Es dudosa la presencia de hablantes de mozárabe en el siglo XIII en la región de Murcia, ya que por esa época el uso de variedades romances había disminuido mucho en toda el área controlada por los reinos musulmanes. Por esa razón parece que el murciano sería casi enteramente una evolución de hablas llevadas por aragoneses, catalanes y castellanos presentes en la región desde el siglo XIII. Esas variedades romances habrían sufrido la influencia del árabe andalusí de la población mudéjar que en los siglos XIII y XIV era mayoritaria en la región.
El dialecto murciano se muestra como una variedad iberorromance en el que se hallan unos pocos elementos lingüísticos atribuibles a un sustrato mozárabe así como diferentes elementos lingüísticos procedentes del árabe tanto en su modalidad culta y dialectal. También existen elementos claramente atribuibles al aragonés y al valenciano medieval.
En el murciano preponderan las más conocidas soluciones fonéticas del castellano moderno (enmudecimiento de F y G latinas, conversión de los grupos OL- y CL- en la palatal elle, etc) de ahí que haya que considerarlo como un dialecto del castellano.
Fuentes y Ponte comentaba en el capítulo "Lo que olvidóseme" de su obra "Murcia que se fue" que tras la reconquista el Reino de Murcia se impuso el provençal (una de las denominaciones que recibió el catalanesc o catalán medieval, que no debe confundirse con el dialecto provenzal del occitano) como lengua oficial y en otra parte de la obra comenta que los vencedores cristianos de la Corona de Aragón impusieron en el Reino de Murcia un aragonés muy influenciado por el catalán, que posteriormente fue relexicalizado por el castellano. Justo García Soriano también comentó que tras la conquista por los cristianos del Reino de Murcia se impuso el "provenzal" (es decir, el catalán) como lengua oficial.
Por otro lado Justo García Soriano al estudiar las aportaciones lingüísticas de los pueblos que habitaron o dominaron el antiguo Reino de Murcia procede a considerar primero al elemento mozárabe del Reino de Murcia, del que dice que representa el sustrato lingüístico indígena preexistente a la conquista cristiana, para a continuación ir considerando la influencia y herencia aportada por las sucesivas aportaciones lingüísticas del árabe, castellano, aragonés y catalán-valenciano, de los cuales afirma que contribuyeron en mayor o menos media a la conformación del dialecto murciano.
Recientemente está cobrando valor e interés la hipótesis del murciano como una variante románica castellanizada, fundamentado por el hecho del predominio de aquellas soluciones fonéticas consideradas propias y típicas del castellano moderno (enmudecimiento de /f/ y /g/ latinas, reducción /ei/ > /e/, palatalización de los grupos latinos PL, CL, CT, reversión de apócopes, etc) pero con el mantenimiento de una morfología, fonética y léxicos esencialmente ibero-románica con caracteres propios.

### Fomento y difusión
Hoy día, a pesar de que el murciano es un dialecto en desuso, existen personas, asociaciones y colectivos que pretenden que esta variante dialectal no desaparezca, dentro del renovado interés por el localismo que se ha generalizado en las dos última décadas del siglo XX y primeros años XXI. Diversas iniciativas, mantienen páginas web como llengua maere donde se fomenta el estudio y difusión del dialecto murciano y que pretende servir para que interesados y conocedores del dialecto puedan intercambiar ideas u opiniones así como intercambiar material o entablar amistad.
También existen asociaciones culturales como "L’Ajuntaera pa la plática, l'esturrie y l'escarculle la llengua murciana" (Asociación para la habla, la difusión y la investigación de la lengua murciana), que se define como:

L’Ajuntaera pa la plática, l'esturrie y l'escarculle la llengua murciana, tal qualo su mesmo mote menta, es una ansociación que tié como enza esturriar por quarsiquier lugar la llengua murciana, escarcullar los fontanares antannones, y la plática, pa poer surtir a quarsiquier presona que quiá trejinar en nuestra llengua.

También existen diversos grupos musicales, que alguna vez han utilizado el dialecto murciano como vehículo expresivo, como Er Tabardillo o la Cuadrilla 12 julio esclavejio. Además, hoy día continúa apareciendo literatura en murciano, desde estudios y vocabularios hasta certámenes literarios hasta bandos huertanos.[cita requerida]

## Descripción lingüística

### Vocales
El murciano presenta, al igual que el andaluz oriental, un sistema vocálico en el que se hallan diez timbres vocálicos agrupados en pares, teniendo siempre uno de los pares su timbre alargado o abierto en sobremanera (en realidad articuladas con la raíz de la lengua avanzada). El inventario es el siguiente:
|        |         | anterior | central | posterior |
| ------ | ------- | -------- | ------- | --------- |
| altas  | normal  | i        |         | u         |
| altas  | abierta | į (= ɪ)  |         | ų (=ʊ)    |
| medias | normal  | e        |         | o         |
| medias | abierta | ɛ        |         | ɔ         |
| bajas  | normal  |          | a       | a         |
| bajas  | abierta | æ        | æ       |           |
Funcionamiento del sistema vocálico
La vocal abierta o alargada funciona como marca de plural:
| Singular | Plural                                      |
| -------- | ------------------------------------------- |
| la casa  | læc-casæ (escrito las casas o lah casah)    |
| el perro | lɔp-perrɔ (escrito los perros o loh perroh) |
| el verde | lɔf-ferdɛ (escrito los ferdes o loh ferdeh) |
| el güey  | lɔh-weį (escrito los güeis o loh güeih)     |
| el laú   | lɔh-laų (escrito los laús o loh laúh)       |
Asimismo este tipo de vocal evita la confusión entre algunas formas de la flexión verbal, especialmente entre la 2.ª y 3.ª persona del singular:
| 3.ª persona | 2.ª persona        |
| ----------- | ------------------ |
| anda        | andæ (= andas)     |
| tocaba      | tocabæ (= tocabas) |
| pierde      | pierdɛ (= pierdes) |
| cuenta      | cuentæ (= cuentas) |

### Consonantes

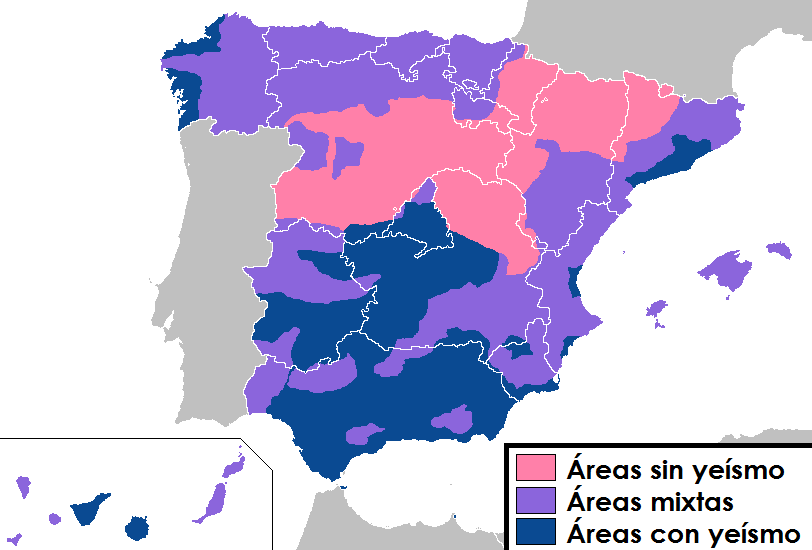
Yeísmo en España.

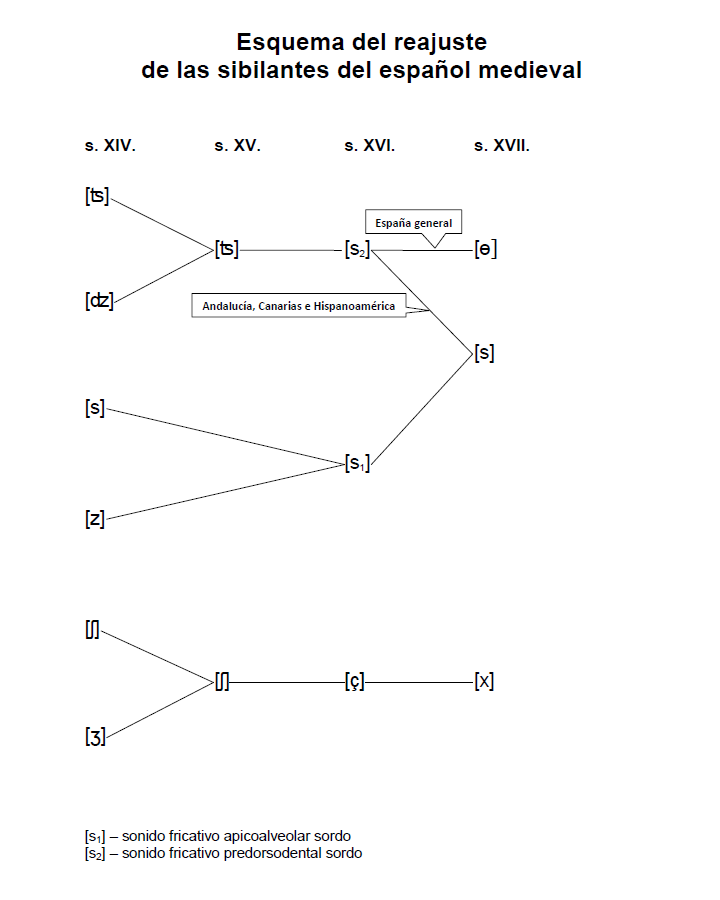
Reajuste de sibilantes en el español moderno.

El repertorio consonántico del dialecto murciano es básicamente el mismo que el del castellano general, salvo algunas diferencias:
- Existencia de una consonante pospalatal velarizada procedente de las sílabas quia, quie y quio. Se localiza en el habla de la Huerta de Murcia y en la escritura generalmente no se representa no obstante suele verse escrita con ch (por aproximación) en diversas localizaciones.
- Existencia de v labiodental, con carácter distintivo fonológico. No es la continuación de v romance sino resultado de la fricativización de b (Cf. votas, esvarar). Suele representarse en la escritura, en otros casos es representado con f y en muchos casos no se representa.
- Las consonantes ele y erre en los casos en los que iban ante otra consonante (p. ej. alto, perder) evolucionaron a un sonido único mixto que mantiene el carácter alveolar, es decir, suenan igual alto que arto sin haber plenamente una ele o una erre (;[2] Gómez Ortín)
- Existencia residual de /ʃ/, lexicalizada o localizada, según algunos estudiosos[2] presente en vocablos como xenta, xiular, xo. Es representado en la escritura murciana con ch (por aproximación).
- La che murciana es distinta a la del castellano normativo, siendo descrita por algunos estudiosos[2] como una prepalatal fricativa [ž], que en la pronunciación enfática tiende a una ápico dental mojada africada sorda con una tenue resonancia nasal, la cual en muchos casos es una nasal plena (Cf. muncho -a, lunchar", gordoncho -a, mancha, mencha, flencha...).
- En algunos lugares eye y elle se igualan y adquieren un fuerte rehilamiento.
- La secuencia inicial ye- o lle- (procedente de hie-) presentan en su carácter palatal un típico matiz velar que puede llegar a tornarse en g plenamente, como en guierba (< yerba, llerba < hierba ) o en guierro (< yerro, llerro < hierro).
- El sonido jota y el de la h aspirada (procedente de efe, de aspiración árabe o de la fricativización) se hallan igualados entre sí. Son representados conj y su sonido varía desde una consonante obstruyente, fricativa velar sorda hasta una simple aspirada o el de una uvular vibrante sorda como la dada en la provincia de Jaén.
- Las consonantes /p/, /t/ y /k/ presentan un carácter aspirado en los casos que van tras s.
- La interdental (escrita c y z) es pronunciada en posición inicial de sílaba con un tono más sordo y enfático que su correspondiente en castellano normativo.

- Acerca de sordas y sonoras intervocálicas
- Son numerosos los casos de mantenimiento frecuente de sordas intervocálicas o bien de la presencia de una sorda en lugar de una sonora. Cf. cocote (cogote), cocotazo, cancro (cangrejo), poyata (en Lorca: muro de piedra en seco), parata, "chenta" (< lat. semita), sermonata (= sermonada),  acachar, alcayata, engangrenar", cangrena y encangrenar, pescatero -a, vinatero -a, pinato, cayata, falluto, capolar, Caputa (Paraje en Mula), caparra (garrapata), capítulo (= cabildo), súpito (= súbito), molata, "escorrata" "Ficaria" (Paraje en Blanca), "poyata" (Lorca), "volandero". En la toponimia Caravaca, Moratalla, La Molata, La Mulata, Caputa.

- Numerosos casos donde se aprecia una permuta consonántica entre sordas /k/ y /t/. Cf. La Rápita o La Rápica, tavacote (< cavacote), tápena o tápana(< caparis), friolenco (< friolento), cantamusa (< cancamusa), a tatas (a catas < a gatas), chito (< chico, en Cieza), entibocarse (= equivocarse), estiba (< esquiba).
- Sonorización frecuente de consonantes sordas: "gambusino" (campesino), "morga" (morca), "alhábega" (albahaca), "chiguito" (chiquito), "regüestar" (recostar), "bambolla" (lat. ampolla), etc.
- Neutralización consonántica de /k/ y /g/ en posición inicial de palabra: guchillo, cangrena, garraspera, galasparreño, aibola (caveola), ecétera.
- Permuta entre /b/ y /g/ generalmente ante vocal /u/ o /o/: busano, bujero, abora (agora, ahora), cobollo, bustar, bufar o gufar, arbullo (cat. orgull).

- Caída de sonoras intervocálicas
- Pérdida generalizada de la d intervocálica: venío (venido), majal (majadal),, boa (boda), io (ido), nio (nido).
- Caída frecuente de la consonante sonora intervocálica g: juar (jugar), miaja (migaja), mijica (migajita), piujal (pegujal), cujón, etc.
- Acerca de la b, hay tendencia a que desaparezca (Cf. caeza,bua", caizo, raiblanca) pero también tiende a mantenerse en otros casos y en otros incluso existe una b epentética (Cf. cobete, toballa, bubo, rabiblanca, buba, sabuco).

- Grupos consonánticos latinos
- Los grupos /pl/ y /cl/ latinos aparecen palatalizados (Cf. llover, lluvia, llamar, chopo...) excepto en algunos casos puntuales (Cf. plantaje o plantain, El Plan).
- Conservación general del grupo latino /fl/. Cf. flama, flamante, flamar, suflama y soflama, inflar, infleta, botinflar, botinflao.
- Presencia del grupo consonántico -ns- intervocálico en bastantes vocablos. Cf. ansa, nansa, pansa, pansir, pansío, suspensar, ansín, ansina
- Reducción del grupo –pt- latino a –pp- en neologismos (atto, attitú) el cual aparece totalmente simplificado en voces antiguas (siete, seteno, setenil, etc).

- Sobre f y g latinas
- Respecto a /f/, si bien predomina la solución enmudecida permanecen abundantes casos de mantenimiento, bien en su forma original (Cf. Fenazar, fenás, vafada, fito a fito, manifacero, ferrija, Ficaria, figue) o bien de manera aspirada (se mantiene la aspiración siempre ante /u/ como en huerte, huerza, huente, humar, humo, conhundir, etc; se mantiene en algunos casos ante /o/ como en hormar, hondo, hongo, hopo, etc; se mantiene en algunos casos ante /a/ como en haldar, hambre, etc.
- La g latina permanece en casos como tragilla, tragillar, chamelgar (< *gemellicare), 'cherol' (< *gerolus), chamelgo, retagila, agestar, etc.

- Otros
- Numerosos casos lexicalizados de evolución de b > m- así como tendencia a dicho fenómeno: mandurria, Menjú (Abenhud), meneno, comenencia, moñiga, camota (cabota), etc..
- Caída de todas las consonantes finales excepto /n/: caen la consonante /s/ ['kæ̞sæ̞] (casa por "casas"), la consonante /r/ [kɔ'mɛ] (comé por "comer"), la consonante /l/ [kæ̞'næ̞] (caná por "canal"), la interdental representada con z (aljɛ, por `aljez´) y en general todas las demás (`relóh´ por `reloj´, `almotarih´ por `almotarif´, `azúh´ por `azút´, etc.
- Presencia de una consonante alveolar ante interdental en muchos casos: romanza (romaza), bercicleta, Jarcinto, marzapán, calluerzo (cariosus), almarzara, marzapán, etc.
- Se mantiene también la desinencia latina en -ba para los imperfectos de indicativo (teniba, queriba, lloviba, saliba, rompiba, cumpliba, comiba...).
- Pérdida de la secuencia intervocálica –er-: desipela (erisipela), quisiá (quisiera), quisión (quisieron), hubiá (hubiera), hubión (hubieron), juá (fuera), viniámos (vinieramos), etc.
- En algunas zonas como en la Vega Baja o el Campo de Cartagena era frecuente el seseo (sanguango por "zanguango") mientras que en la Vega del Segura era muy usual el ceceo sobre todo en posición inicial de palabra: cerrucho (serrucho), bizuejo, liciar (lisiar), zapo (sapo), cencillo, "zajar", zalpicar, zofra, etc..

- Alveolares
- Neutralización de las líquidas /l/ y /r/ en posición implosiva, ya documentado entre los mozárabes, en un fonema alveolar mixto: fartar (faltar), calpintero (carpintero), arto (alto), almario (armario), etc.
- Nasalización de l/ o /n/ implosivas: anguno o ambuno (alguno, arguno), cuncusilla (culcasilla), etc.
- Permuta entre /l/ y /n/: álima (anima), manilla (malilla), alimal (animal), tarataña (telaraña), añilos, perorata, etc.
- Paso de la dental /d/ hasta /l/ o /r/ simple: melecina (medicina), meralla (medalla), siguirilla (seguidilla), etc
- Presencia frecuente de una nasal epéntica ante /p/: timple, himpoteca (hipoteca), himpócrita, etc.
- Presencia de una nasal epéntica ante palatal ché: muncho (mucho), bolinche, acembuche o zambuche, lunchar, mencha, menchero, etc.

-Sobre la palatalización
- Palatalización de /k/ ante yod: `cherer´ (de `quierer´, cast. querer); zagalicho (zagaliquio), `poquicho´ (poquiquio) (En realidad `ch´ es sólo una grafía aproximativa pues la consonante citada tiene su propio sonido palatal característico de sí diferenciado de otras palatales).
- Palatalización de /d/ ante yod: presillo, poyo (< PODIU(M)), suiciyo, rebuchar (REPUDIARE), yadema (< DIADEMA), etc.
- Palatalización de /l/ en entorno de yod o en posición inicial de palabra (Cf. manlleva, llebre, llengua, lletra, llibro, lletura, callente, llampar, llampo, alluego.)
- Palatalización de /n/ ante yod o en entorno de yod: escrutiño, araña (aranea), Toño (Antonio), iñesta (hiniesta, retama), pecuña, España, matrimoñesco (matrimonial), araña (aranea), añeblar (anieblar), ñebla, etc.
- Palatalización usual de /n/ en posición inicial o intervocálica. Cf. ñudo, ñudoso, añudar, ñora, enroñar (tamb. enronar), enrobiñar (tamb. enrobinar).
- Palatalización del grupo latino -gn- y -nn- (Cf. cañuto, Ñasco (Ignacio), puño (pugnus), endeñar (indignare), colaña (< colunna < columna)).
- Mantenimiento de palatales medievales: minchar (manducare), panocha, regallo, adivinalla (adivinaja), orilla (< auraticum), bulchaca (< burjaca), Pencho (< Fulgencio), Concha (< Concepción), carcallá, cegalloso, gorgollo (gorgojo), o por el contrario velarización de la palatal romance: madrija (madrilla), camarroja, majencar (mayencar), etc.
- Presencia frecuente de una palatal en lugar de una interdental: pancha (< panza), esjinche, arrechucho (< arrechuzo), punchar (< punzar), puncha, etc.
- Distinción de elle y eye, e incluso lleísmo. Modernamente predomina el Yeísmo especialmente en las zonas urbanas debido a la influencia de los medios de comunicación y del castellano.

- Vocalización consonántica
- Vocalización de /k/ ante /t/ o /k/ en muchos casos (Cf. caraiter, atraitivo, destruición, dialeuto).
- Vocalización de /b/ ante consonante: deuda (< debda > debitum), cauza (< cabsa < capsa), ausenta (< absinthium), Ceutí (< Cebtí), rauta (< rabta), etc.
- Vocalización de /d/ ante /r/: máere o máire (= madre), páere o páire (= padre), fráire o fráere (= fraile), lairón (= ladrón).

-Metátesis consonántica
La consonante que más se metatiza es la /r/ y la vocal que más la /i/:
- Metátesis de /r/: catreal, Grabiel, treato, cofadre, traganina, amorgonar, etc.
- Metátesis de /i/: naide, zuidá o zudiá (ciudad), cudio (cuido), cudiar (cuidar), maniantal (manantial), etc.
- Metátesis de /u/: frauga (= fragua), enjaugar (= enjuagar), estauta (= estatua), etc.
- La secuencia original /pro/ aparece evolucionada en tres soluciones, primero el mantenimiento (probar), en segundo lugar su evolución a /pre/ (precurar, prenunciar, preducir, predución, prepartía) y en tercer lugar su simplificación en /po/ (pograma, poblema, pofesional, pomesa, pofesor).
- Paso de la secuencia /per/ hasta /pre/ (premitir, pretenecer, premanecer)

### Léxico de origen árabe
El principal reflejo del árabe, en sus diferentes variedades culta y dialectal estuvo presente en la región entre los siglos VIII y XVII cuando se expulsó a los últimos moriscos. Su principal influencia está en el mayor número de arabismos usados en murciano, que en otras variedades peninsulares.
Se baraja una cifra de unos tres mil arabismos léxicos, en las variedades murcianas (incluyendo los de uso exclusivo en murciano como los de uso compartido con el castellano, valenciano, catalán, aragonés, andaluz, extremeño, etc) no obstante se precisan estudios rigurosos. Hay además más de 200 arabismos léxicos peculiares del murciano.[cita requerida] También existen algunas formas peculiares de arabismos existentes también en castellano:
alhávega (murciano) / albahaca (castellano estándar)
albercoque (murciano) / albaricoque (castellano estándar)
Además en la Región de Murcia, como en el resto de España y en Portugal, existen centenares de topónimos que proceden de topónimos originalmente adaptados del árabe.

### Aragonesismos fonéticos
Se han señalado algunas peculiaridades de las hablas murcianas como influencias del substrato aragonés, entre ellas están:
- Conservación de algunas oclusivas intervocálicas /t, k/ como: cocote, yatear 'jadear', cayata, acachar 'agachar', pescatero.
- Conservación del grupo /ns/ (en castellano estándar se simplificó a /s/ aunque existen restos de /ns/): ansa 'asa', panso, pansío 'pasado, mustio'.
- Palatalización de /l-/ inicial: llanda ('lata, lámina metálica del horno' relacionado con 'llanta'), llampuga.
- Conservación de algunos grupos iniciales /pl-, kl-, fl-/ (tanto en aragonés como en catalán se conservan mientras que en castellano dieron <ll-> /ʎ/): flamarada 'llamarada', plantaje 'llantén'.
- Presencia de ch /ʧ/ en lugar de /x/: minchar 'comer', minchirones 'comida', panocha, gachas, rgachar, rodancha.

### Catalanismos y valencianismos
El dialecto murciano ha tomado del catalán-valenciano algunas particularidades fonéticas, como:
- La palatalización de /l/ inicial (llampo, lletra, lletura)
- La permuta vocálica entre /o/ y /u/ (sofrir).
- El seseo que se da en Orihuela y la Vega Baja del Segura viene atribuyéndose a la herencia lingüística valenciana la cual fue allí lengua oficial hasta el siglo XVIII.

Asimismo el dialecto murciano presenta una gran cantidad de léxico heredado del árabe y presumiblemente del mozárabe que no están presentes en otros dialectos del castellano o en otros idiomas de la península ibérica como el catalán o el portugués.
Algunos de los préstamos léxicos en murciano procedentes del catalán-valenciano (y también procedentes del aragonés, puesto que en la conquista de Murcia las diferencias entre el occitano, lengua materna de Jaume I, el navarro-aragonés y el valenciano no eran tan acusadas como a posteriori. Al no conocer ni aragonés ni occitano, algunos filólogos dan a muchas palabras un origen exclusivo catalán cuando realmente debería ser "pirenaico" o buscan evoluciones de formas catalanas cuando la forma aragonesa medieval era exactamente igual o es igual en la actualidad) son:
acorar, adivinalla, aladroque, abercoque, albellón, alhábega, alzaria, amerarse, amollar, amorgonar, ancharia, ansa, aponar, atoba, atobarse, ausar, azabara o azabara o alcimara, bambolla, bocha, bolchaca, bonitol, bresca, buba, bufar, caballón, cabernera, cachirulo, calar, calbote, camal, cameta, camota, cancro o cranco, cangrena, canute, cantusear, carota, carrera, cascal, cordeta, cu o cute, cucarse, corcar, crespillo, charrar, charrán, chicho, chulla, embolicar, enamoriscarse, endormiscarse, ensobinarse, enza, escarcullar o escarcuñar, esclafar, escupinnajo, esporsar, fená, feroche, ferrija, flamará, fosca, gafarrón, gallete (a), garvillar, gíngol y gingolero, gargoleta, janglón, jeja, jeta, llanda, llengua, llampo, llampuga, llanquete, llueca, mamprender, mancha y manchador y manchar, manobre, matapollo, meco, mentres, minchar, molla, mota, nacha, noviaje, oliva y olivera, palera, pansir y pansío, pescatero, pésol o présol, picaza, picola, plantaje, porsaguera, puncha, quijal, retijar, revolica, rondalla, rustir, sarria, sipia, sirre o jerri, soca, socón, solaje, surtir y surtidor, taca, terraje, tornajo, tresmalle, trastajador, valúa, yaya, zuro etc.

## Influencia de otras lenguas

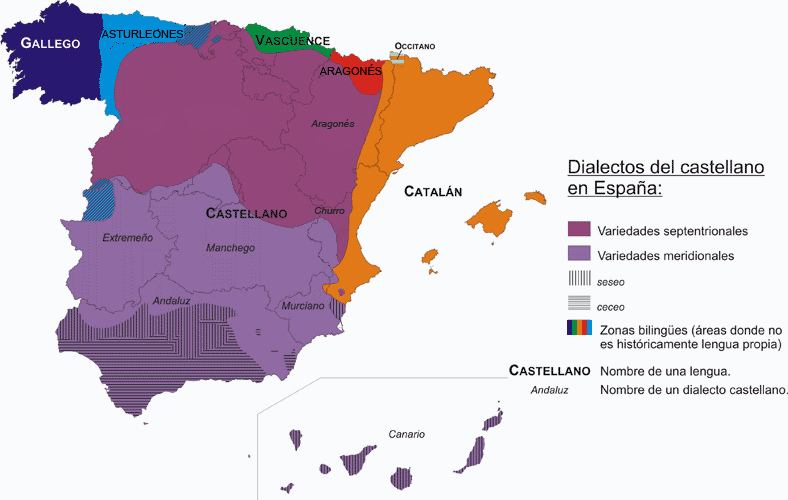
Lenguas y dialectos hablados en España hacia 1950.

### Influencia del catalán
Históricamente diversos autores han atribuido un buen número de las características del murciano a la influencia lingüística del catalán sobre el murciano, juzgándola superior a la herencia e influencia aragonesa y mozárabe. Recordemos que la reconquista de Murcia fue llevada a cabo por Jaime I, rey de Aragón y conde de Barcelona, nacido en Montpellier.
Pero ciertos hechos son tan atribuibles al catalán como al aragonés (aunque por ser menos conocido dentro de la filología románica, cuya influencia fue subvalorada frecuentemente). Sin embargo otros rasgos, como la palatalización de /l-/ como llengua inicial, no son explicables por influencia de aragonés (luenga) o el occitano (lengua), mientras que sí parecen atribuibles al catalán (llengua). Es sabido, que tras la incorporación del Reino taifa de Murcia se dio en la región un asentamiento de catalanes, aragoneses, navarros y posiblemente también occitanos.
La hipótesis de que ciertos hechos del murciano son explicables a partir de la influencia catalana, se han apoyado frecuentemente en Ramón Muntaner, cronista de Jaime I, quien escribió que, tras la conquista en Alicante, Cartagena y Murcia quedaron "vers catalans" y en Murcia se hablaba "lo plus bell catalanesc del mon" ('el más bello catalán [antiguo] del mundo'). Sin embargo, muchos autores modernos consideran exagerada la afirmación sobre la extensión del uso del catalán en esa época, tal como por ejemplo señaló Menéndez Pidal, ya que Muntaner no pudo ser testigo presencial de los hechos y por tanto se basa en fuentes indirectas. Por otra parte el filólogo e historiador Justo García Soriano en su obra Vocabulario del dialecto murciano sostuvo que la influencia catalana tuvo un papel destacado en la configuración del murciano y que casi el 50% de léxico peculiar de la Región de Murcia es de origen catalán. Sin embargo, como se han señalado otros autores García Soriano considera catalán todo el "léxico peculiar murciano" que no procede del castellano, y por tanto menostiene la existencia de aragonesismos que de hecho considera simpelemente como catalanismos. En la obra de García Soriano de las 4000 voces peculiares de Murcia, sólo unas 400 son identificadas por él como catalanismos (aunque algunas de ellas son más bien aragonesismos y posiblemente existe algún mozarabismo). Si bien palabras como panocha, pesol, escarcullar, cobete, boria, llampo, oraje, companaje, almojabena, alharís, flama se corresponden con palabras catalanas, es muy posible que los aragonesismos correspondientes fueran muy similares (ej: panocha, escarcullar, boira, orache, companache, almojabena, flama...). Finalmente debe señalarse que García Soriano sólo recopiló vocabulario de una parte de la región murciana.
Desde la perspectiva de algunos filólogos se sostiene que el dialecto murciano es resultado del contacto lingüístico entre el castellano y el catalán, sin embargo, la influencia del aragonés también es notoria (en el plano léxico y fonético), así como la del árabe (a nivel exclusivamente léxico) y es posible que marginalmente hubiera influencia mozárabe (aunque esto es más dudoso) o incluso del occitano. Al menostener la influencia del aragonés, por ejemplo se ha considerado al murciano como un dialecto de transición entre el castellano y el catalán (o el valenciano alicantino), sin embargo los rasgos lingüísticos del murciano no se muestran transicionales entre lo castellano y lo catalán del mismo modo como tampoco el valenciano alicantino se presenta como un dialecto transicional entre lo catalán y lo castellano. La situación no es simétrica en absoluto ya que históricamente el alicantino viene incorporando cada vez más elementos castellanos y, por tanto, tan solo puede apreciarse la supuesta trancisionalidad en época reciente y más bien por influencia castellana. Es razonable pensar que el dialecto murciano ha seguido la tendencia de castellanización lingüística en los últimos siglos por lo que es plausible pensar en un dialecto murciano arcaico con más elementos fonológicos y morfológicos catalanes y aragoneses.
Destaca el hecho de que en muchos casos el catalán se parece al castellano mucho más que al murciano (en gran cantidad de elementos, como en la sufijación por derivación en la cual en murciano destacan algunos como -iche, -icho, -iquio, -ucho, -uzo, arre-, tres-, -icio), en el vocalismo doble. 

### Influencia del aragonés
El aragonés fue lengua oficial en el Reino de Murcia tras la conquista cristiana, y hasta hace bien poco la Real Academia Española consideraba al murciano como un dialecto del aragonés. [cita requerida]
Son abundantes las semejanzas léxicas entre el murciano y el aragonés (muchas de ellas semejantes, también, al catalán).[cita requerida]

### Influencia del mozárabe o romance andalusí
El mozárabe o romance andalusí fue el latín dialectal, latín hispánico o romance que se habló en territorios de la península ibérica bajo alguno de los varios estados islámicos que existieron entre los siglos VIII y XV. Parece que a partir del período almohade su uso declinó mucho y es posible que en muchas regiones estuviera extinto ya hacia finales del siglo XIII. Sin embargo, según diversos autores, el mozárabe o "romance andalusí"  se habló en tierras murcianas hasta pasado el siglo XIII cuando había sido ya incorporado el Reino de Murcia a la Corona de Castilla. De acuerdo con estos estudios, un cierto número de elementos del dialecto murciano serían una influencia directa de los elementos mozárabes, e incluso el murciano podría haber evolucionado originalmente a partir de una variedad mozárabe.
Debido al vacío documental (el mozárabe se conoce muy pobremente) algunos estudiosos[cita requerida] solo se han atrevido a catalogar como voces heredadas del mozárabe a léxico como  aletría, verrugo, aljez, asina, caliche, canuto o canute, caparra, capuzar, compaña, bayoco, barchilla, juntamento, morciguillo, ', cutir,  cabolo, mola o muela, arroyo o royo, saldorija, morra y morro y morrón,  buque, pagamenta, asina, pancha, bujarasol, perfolla, garabato, moño, quijero, aseguranza, tápena, cisca, visibilo, bleda y otros.
Existen vocablos murcianos que parecen estar formados por elementos latinos y árabes, ya sea porque eran palabras romances incorporadas al árabe andalusí o palabras árabes adaptadas al romance local, entre estas están: alciprés, abercoque, alcancil o alcacil, almediodía, alazor, alpargate y otros.
Algunos topónimos del ámbito lingüístico murciano evidencian una transición desde el mozárabe,[cita requerida] como Lorca (ant. Lurqa), Murcia (ant. Mursiya), El Fondón (ant. al-Fundún), La Herrera (ant. Alferraira), Orihuela (< Al-`Uḏrī Uryūla, wryūla y wrywla, Ibn Baškuwāl Awryūla, wryūla y wrywla; al-Bakrī Urywla, Anónimo del siglo XI wrywla Aurarĭŏla).

## El panocho
El panocho es el nombre con el cual se ha venido conociendo tradicionalmente y popularmente al habla de la Huerta de Murcia, sin embargo, según algunos el panocho denomina a aquella tendencia literaria del siglo XIX con un lenguaje artificioso,  deformante, e hiperbólico creado por escritores murcianos sobre la base de rasgos dialectales de la Huerta de Murcia[2].
Según referencias regionales (García Soriano, Alberto Sevilla,etc.) el dialecto murciano sería sólo una variedad del idioma castellano que constituye el lenguaje peculiar de la Región de Murcia y se han documentado los significados tradicionales en el ámbito dialectal murciano del vocablo panocho de
1. Perteneciente o referente a la Huerta de Murcia.
2. Habitante de la huerta.
3. Lenguaje huertano.

Según el poeta murciano Vicente Medina:

En mi tierra se cultivaba un lenguaje llamado panocho, lenguaje de soflamas carnavalescas, que imitando el habla regional, la ridiculizaba con acopios de deformaciones y disparates grotescos, me indignaba por eso este panocho. Tal indignación engendró mi ansia de reivindicar el lenguaje de mi tierra, que no era, ni es otra cosa que un castellano claro, flexible y musical, matizado con algunos provincialismos de carácter árabe, catalán y aragonés.
Archivo de la palabra, 1933.

El término panocho fue y es tradicionalmente el término popular y más usado para denominar el habla dialectal tradicional de la huerta de Murcia, independientemente de que otras personas se dedicaran a burlarse y deformar el lenguaje popular e independientemente de que otras personas denominaran panocho a la susodicha tendencia literaria.
Al parecer el vocablo panocho además es el gentilicio popular que reciben las gentes del pueblo malagueño de Istán, pueblo que curiosamente fue repoblado en el siglo XVI mayoritariamente por murcianos.
El uso de rasgos dialectales murcianos puede encontrarse en varias obras literarias como forma de representar el lenguaje de personajes rústicos y de bajo nivel cultural. Entre estos, destacan José Frutos Baeza, Díaz Cassou, Vicente Medina, Miguel Hernández... A estos autores se pueden añadir José Martínez Tornel, Rafael García Velasco y Eduardo Ruiz Casado. También los bandos de la Huerta que se leen en la capital murciana en las Fiestas de Primavera de Murcia suele utilizarse.[4]
A pesar de que está extendida la idea que panocho es una palabra inventada por los churubitos (señoritingos) para ridiculizar a los huertanos, lo cierto es que en el pueblo de Istán (Málaga) sus habitantes, descendientes mayoritariamente de murcianos que poblaron aquellas tierras en el siglo XVII, siguen hoy denominándose panochos (con preservación absoluta del nombre), y mantienen tradiciones propias de Murcia, pese a no haber permanecido en los valles del Segura en los últimos cuatro o cinco siglos, por lo que permanecieron totalmente al margen de la tendencia literaria que comenta Vicente Medina en la que se deformaba y exageraba el dialecto murciano.
Lo cierto es que la dialectología reconoce un dialecto murciano. Por otro lado en cuanto a la polémica del panocho, sea lícita o inventada esta palabra lo cierto es que las gentes huertanas de la Cuenca del Segura tenían su propia forma de hablar, su propia variedad de dialecto murciano, conocido popularmente como panocho, el cual destaca sobre las demás variedades por su mayor diferenciación con el castellano normal, por su fonética más arcaica y a la vez más revolucionaria que las restantes, con abundantísimas voces aragonesas, valencianocatalanas, mozárabes y arábigas.
Queda por demostrar si la denominación de panocho viene por desprecio a las maneras huertanas o si el término ya era popular y tiene etimología diferente.
A pesar del reconocimiento de una variedad dialectal (Justo García Soriano, Alberto Sevilla, Gómez Ortín) la consideración social del habla dialectal murciana o panocha es muy baja.

### El panocho y el murciano
Existe un debate en torno a la diferenciación entre el panocho y el murciano.
En la página www.llenguamaere.com se comenta con acierto acerca de la confusión de murciano con panocho:

El hecho de que la mayor parte de la literatura murciana se haya basado, a lo largo de la historia, en la literatura panocha y se le haya dado tintes folklóricos, ha propiciado que erróneamente se tienda a identificar la una con la otra, y esto sumado a la progresiva desaparición del murciano en la actualidad, hace que en el resto de las comarcas se suela ver el murciano como algo exclusivo de estas tres comarcas antes citadas, cuando en realidad el murciano se ha hablado y se habla en todas ellas (como es el caso del Altiplano, el Noroeste, etc.), hasta su poesía se ha cultivado en comarcas como la de Los Vélez (en Almería) y poseemos valiosos vocabularios comarcales de todos los lugares murciano-parlantes ( los de la Vega Baja, Villena, Lorca, Noroeste, etc.), así como numerosos estudios lingüísticos que lo demuestran. Al comparar dichos vocabularios comarcales, se ha evidenciado que más del 80% del léxico es totalmente compartido.

## El murciano en la escritura
La tradición literaria del murciano se remonta como menos a finales del siglo XIX y la más antigua conocida data del año 1800. Desde entonces se mantiene una producción escasa e irregular, casi siempre de obras de extensión corta y en gran parte de los casos poesía.
El primer escrito en murciano conocido
Las siguientes seguidillas escritas en murciano eran ya muy populares en la ciudad de Murcia y su huerta cuando el médico y poeta murciano don Francisco Meseguer las recogió para su colección, siendo publicadas el 28 de mayo de 1793 en el periódico El Correo de Murciay una variante de éstas en el periódico La Vanguardia el 8 de febrero de 1890:

La esperencia, la cencia

y la gramanza
hacen al hombre supio
por la estudianza. Ahupa, ahupa,
no es osté la pantasma
que à mi m´asusta
Tres cosas en er mundo
causan ispante,
terratremos, trimurtos
y er alifante.
Suflama asina,
er cólero, las suegras

y la morisma.

Algunas obras en murciano[cita requerida]
- 1800 - La tertulia magistral, de Nicolás del Pilar Galindo. Esta obra contiene 157 versos en el habla de la Huerta de Murcia.
- 1859 - El pastor de Marisparza, de Miguel Ortega ( Murcia).
- 1860 - Causa creminal formaa al emperaor de la morisma, de Miguel Rubio Arróniz, Miguel López y Joaquín López.
- 1862 - Perorata leída a la reina Isabel II, de Joaquín López.
- 1872 - Murcia que se fue (de Javier Fuentes y Ponte (Murcia). Contiene algunos fragmentos escritos de murciano.
- 1874 - El busano de la sea, de José Martínez Tornel.
- 1887 - Ca persona pa su ese, de Juan Antonio Soriano Hernández (teatro).
- 1921 - La ca'eza 'e Pedro Pérez o Que lo 'iga la copra: Sainete de costumbres de la vega de Murcia, de José Campillo Lozano.
- 1940 - Un panocho ista la cepa, de Emilio de los Muebles (teatro, Murcia).
- 1961 - Negocios que m'han pasao y angunas cosuchas más, de Pedro Ruiz Fortes `Juanillo el del Cabezo´ (Lorca).
- 1968 - Jarmines y alarises, de José Muñoz (Murcia).
- 1974 - Romancero panocho, de Rafael García Velasco.
- 1978 - Disca los garrones hista el colodrillo, de Manuel Romero Ortín (Murcia.).
- 1990 - Licciones d’Historia de España, Diego Ruiz Marín (Murcia).
- 1996 - «Charraícas» del paseo, Alfredo Rojas (Villena).
- 1998 - Juanico er Tinorio, de José María Vela Urrea (1998).
- 2000 - Aspérate qu'allegue el agua, de José Molina López (2000).
- 2007 - Dend´er poyo é mi barraca,  Antonio López Vidal "El Moreno".

El murciano en el refranero popular[cita requerida]
- Se suele icir, abonico, anguna de esas palabras, que como la miel son durces, y como un ñorico abrasan. (V. Medina)
- Zagala, no bufes tanto, no seas como el mes indino, que emprencipia con los Santos, y acaba con los cochinos. (Pop.)
- Tu máere está trespunchá, no me quiere tu máere, y yo como me enfurrunche, dé un repullo y me esfarate. (Pop.)
- Las del moño zorongo, duermen en catre, pa que el moño que llecvan, no se esfarate. (Pop.)
- El busano de la sea se esmangarrilla enseguía, sino se le da to el cudio, que el alimal necesita. (J. M. Tornel)
- Y se las come er cerriche, y se enroñan los tomates, sale falluto er panizo, la arfarfa cucá a roales. (J. Frutos Baeza)
- Gachamigas ruleras, pan de centeno, en llenando la panza, tuico está bueno. (Pop.)
- Porque es cosa del demonio, que to lo endeña y regüerve, y va como las avispas, a ver ande er guisque mete.
- Mas quisiá yo, zagala, dormir contigo, que tener dos horones, llenos de trigo, y lluego impués, más quisiá los horones, que la mujer. (Pop.)
- Quisiá yo ser mosquitiquio, y entrar en tu habitación, y pegarte un picaciquio, ande tengo la intinción. (Pop.)
- Mi burrucho está en las coles, asómate y lo verás. ¡se come dista los tronchos, el probetiquio alimal!

Versiones del Padre Nuestro (Páere Noestro)[cita requerida]
Paere noestro, qu'estas en er cielo santificao sea tu mote allegue a nusotros tu raino hagase tu volunto asina en la tierra como en er cielo er, er pan e ca dia danuslo hogaño y descurpa noestros fartamientos e la mesma moa que nusotros predonamos a los que nus fartan. Non nus ejes caer en la tentación y llibranos der mal. Amen.
Páere noestro, que tás en er cielo, santificao sia tu nombre, allegue a nujotros tu raino, hágase tu volunto asina en la tierra como en er cielo, danos hoy er pan noestro e ca día, predona noestras ofensas, como tamién nujotros predonamos a los que nos ofenden, no nos adejes cayer en la tentación y llíbranos der mal. Amén.

### Trabajos lingüísticos
- Aguilar Gil, Pedro: Raíces, habla y costumbres de los huertanos (AA.VV. Torrealta. Molina. 1999).
- Álvar López, Manuel: Estudios sobre las hablas meridionales(Universidad de Granada. Granada. 2004).
- Álvar López, Manuel: Las hablas meridionales de España y su interés para la lingüística comparada (Atlas Lingüístico de Andalucía, Tomo 1, nº. 2. Universidad de Granada. Granada. 1956).
- Álvar López, Manuel: Textos dialectales hispánicos, I y II, Madrid, (CSIC. 1960)
- Diario16: Murcianismos: términos murcianos incluidos en el DRAE (Diario16. Murcia. 1992).
- Diez de Revenga, Francisco Javier y De Paco, Mariano: Historia de la literatura murciana(Editora Regional. Murcia. 1989)
- Cecilia Rocamora, José María. Palabrero de Catral (Colección Castrum Altum 2. Ayuntamiento de Catral. Alicante. 2000).
- Fuentes y Ponte, Javier: Murcia que se fue (Ayuntamiento de Murcia. Murcia. 1980).
- Ibarra Lario, Antonia: Materiales para el conocimiento del habla de Lorca y su comarca (Universidad de Murcia. Murcia. 1996).
- García Cotorruelo, Emilia: Estudio sobre el habla de Cartagena y su comarca.
- García Martínez, Ginés: El habla de Cartagena y sus aledaños marítimos (Trad. Pop. 1946).
- García Martínez, Ginés: El habla de Cartagena (Patronato de cultura de la Diputación de Murcia, 1960).
- García Morales, A. y Sánchez López, I.: Voces murcianas no incluidas en el vocabulario de García Soriano (RDT RAD Pop. I. Madrid. 1945).
- García Soriano, Justo: Estudio acerca del habla vulgar de la Región de Murcia (Tip. Sánchez. Murcia. 1920).
- García Soriano, Justo: Vocabulario del dialecto murciano(Con un estudio preliminar y un apéndice de documentos regionales. Bermejo) (Madrid. 1932).
- Gómez Ortín, Francisco: Vocabulario del noroeste murciano (Editora Regional de Murcia. Murcia. 1991).
- Guillén García, José: El habla de Orihuela(Caja Rural. Murcia. 1999).
- Hernández Carrión, Emiliano: Palabra de calle. El léxico de Jumilla (Real Academia Alfonso X el Sabio. Murcia. 2004).
- Ibarra Lario, Antonia: Materiales para el conocimiento del habla de Lorca y su comarca (Universidad de Murcia. Murcia. 1996).
- Lemus y Rubio, Pedro: Aportaciones para la formación del vocabulario Panocho o del dialecto de la Huerta de Murcia (Murcia. 1933).
- López Jiménez, Remedios: El habla de Hellín y Tobarra. Tesis doctoral inédita (Universidad de Murcia. 1960).
- Martínez de Ojeda, Diego: Diccionario cartagenero (Ayuntamiento de Cartagena. Editorial Corbalán. Cartagena. 2006).
- Molina Fernández, Patricio: Parablero Murciano (Ediciones Mediterráneo. Murcia. 1991).
- Muñoz Cortés, Manuel: El habla de la Huerta.
- Navarro Carrasco, Ana Isabel: Voces murcianas y albaceteñas que reaparecen en el oriente andaluz (En Español Actual. 1988).
- Ortuño Palao, Miguel y Ortín Marco, Carmen: Diccionario del habla de Yecla (Academia Alfonso X. Murcia. 1999).
- Palacios Soler, Rafael: Caracterización del habla de la sierra del Segura (provincia de Albacete: Yeste, Nerpio, Férez, Socovos, Ayna, Elche de la Sierra) (En Al-Basit III. 1987).
- Pocklington, Robert: Arabismos del murciano medieval (Murcia. 1982).
- Ramírez Xarriá, Jerónimo: El panocho: vocabulario popular murciano y otros apuntes de interés (Murcia. 1927).
- Ruiz Marín, Diego: ocabulario de las hablas murcianas (Consejería de Presidencia de la Región de Murcia. Murcia. 2000).
- Salvador, Gregorio: El habla de Cúllar-Baza. Contribución al estudio de la frontera del andaluz (Publicaciones del Atlas Lingüístico de Andalucía. Tomo II. Nº 1. Granada. 1958).
- Salvador, Gregorio: El habla de Cúllar-Baza. Vocabulario(Publicaciones del Atlas Lingüístico de Andalucía. Tomo II. Nº 3. Granada. 1958).
- Sánchez Máiquez, Ángel. El vocabulario del riego tradicional en el dialecto murciano (Revista Azarbe. Murcia. 2006).
- Sánchez Verdú, Antonio y Martínez Torres, Francisco: Diccionario Popular de Nuestra Tierra : Así se habla aquí (La Opinión. Murcia. 1999).
- Sánchez Verdú, Antonio y Martínez Torres, Francisco: Gran Diccionario Popular de Cartagena y su Comarca (La Opinión. 2002).
- Sánchez Verdú, Antonio y Martínez Torres, Francisco: Informe sobre la llengua regional murciana (Indicaciones para su uso escrito) Antología (Ediciones Ambos Mundos. Copygraph. Murcia. 2008).
- Serrano Botella, Ángel: El Diccionario Icue. Habla popular de Cartagena. Asociación de Libreros de Cartagena (Cartagena. 1997).
- Sevilla, Alberto: Vocabulario Murciano (Novograf. Murcia. 1990).
- Soler García, José María: Algunas consideraciones sobre el lenguaje villenense (La Industrial Papelera. Villena. 1972).
- Soler García, José María: Diccionario villenero (Fundación José María Soler. Villena. 1993).
- Torreblanca Espinosa, Máximo: Estudio del habla de Villena y su comarca (Diputación Provincial. Alicante. 1976).
- Valverde Álvarez, Isidoro: Apuntes sobre el habla de Cartagena (Conferencia 1980. Ayuntamiento de Cartagena. CD editado en 1998).
- Vela Urrea, José María: Así se habló en Murcia: vocabulario murciano con ejemplos referenciados y dos vocabularios (murciano-castellano y castellano-murciano) (El autor. Murcia. 2002).
- Zamora Vicente, Alonso: Notas para el estudio del habla albaceteña (Revista de Filología Española, XXVII. Madrid. 1943).
- Zamora Vicente, Alonso: Voces dialectales de la región albaceteña (R. o. P. h., II. 1949).